# Majs
Majs (Duits: Maisch) is een plaats (község) en gemeente in het Hongaarse comitaat Baranya. Majs telt 1095 inwoners (2001).
Majs
Het dorp Majs ligt in het zuidelijke deel van de provincie Baranya, op de kruising van twee verschillende landschappen. Vanuit het oosten wordt het omgeven door de vlakke terrasvormige vlakte van Mohács, en vanuit het westen door de heuvelachtige lössregio Nyárád-Harkányi.
Archeologen hebben hier sinds de prehistorie sporen van een nederzetting gevonden. In een document uit 1093 noemt koning Szent László de nederzetting Obonyfalu, als een plaats aan de zuidgrens van het landgoed Nyárád, dat eigendom was van de benedictijnen uit Báta. Dit Obony-dorp werd Moys genoemd naar de latere eigenaar, Palatine Moys van de familie Dáróy. In 1235 was de naam van het dorp Maysa. In het midden van de 14e eeuw werd het dorp in twee delen verdeeld: Nagy Maisra, dat toebehoorde aan de familie Sári, en Klein Maisra, dat eigendom was van de familie Töttös...
Het dorp Majs ligt in het zuidelijke deel van de provincie Baranya, op de kruising van twee verschillende landschappen. Vanuit het oosten wordt het omgeven door de vrijwel vlakke, terrasvormige vlakte van Mohács, en vanuit het westen door de heuvelachtige lössregio Nyárád-Harkányi.
Archeologen hebben hier sinds de prehistorie sporen van een nederzetting gevonden. In een document uit 1093 noemt koning Szent László de nederzetting Obonyfalu, als een plaats aan de zuidgrens van het landgoed Nyárád, dat eigendom was van de benedictijnen uit Báta. Dit Obony-dorp werd Moys genoemd naar de latere eigenaar, Palatine Moys van de familie Dáróy. In 1235 was de naam van het dorp Maysa. In het midden van de 14e eeuw werd het dorp in twee delen verdeeld: Nagy Maisra, dat toebehoorde aan de familie Sári, en Klein Maisra, dat eigendom was van de familie Töttös.
Na de Slag bij Mohács in 1526 was Majs halverwege de 16e eeuw nog steeds een Hongaars dorp, ondanks de Turkse onderwerping. Later nam ook het aantal Hongaren in ons dorp af, en al aan het einde van de 17e eeuw trokken Servische families uit het zuiden massaal naar hun plaats. In 1687 werd Baranya ook bevrijd van de Turkse overheersing. Na de verdrijving van de Turken overhandigde de Kamer van het Hof prins Jenő van Savoye de nalatenschap van Belly, evenals de Majs, die er destijds toe behoorden. Destijds bestond de meerderheid van de inwoners al uit Serviërs. In de eerste decennia van de 18e eeuw ontwikkelde Majs zich tot een van de belangrijkste Servische dorpen in het gebied. De huisbaas van het dorp, Jenő Savoyai, stierf in 1736 en omdat hij kinderloos was, keerde zijn landgoed terug naar de Hofkamer.
De Rijksdag van 1722-1723 machtigde de koning om vrije mensen uit het Duits-Romeinse Rijk en de Oostenrijkse erfprovincies in dunbevolkte gebieden van het land te vestigen. De hervestiging vond plaats in drie fasen. Tot het midden van de 18e eeuw woonden er in ons dorp slechts enkele Duitse gezinnen. De tweede fase van hervestiging vond plaats tussen 1749 en 1752 tijdens het bewind van Mária Theresia, en deze golf van hervestiging trof ook Majs.
Bijna 15% van de families kwam rechtstreeks uit het Duits-Romeinse rijk, de meerderheid van de kolonisten kwam uit andere dorpen, voornamelijk uit het nabijgelegen Nyárád.
De Duitsers vestigden zich naast het Servische dorp, in het noordelijke deel waarvan de woningpercelen waren aangewezen volgens het strokenkavelsysteem. De Duitsers mengden zich niet met de Serviërs, ze bouwden volledig gescheiden straten. De vroegst bekende kaart van het dorp dateert uit 1781. De huidige stratenstructuur is duidelijk herkenbaar: het Servische deel van het dorp met zijn bossige straten en de twee rechte rijen Duitse straten.
Tussen 1784 en 1787 gaf József opdracht tot een volkstelling op het hele grondgebied van Hongarije. Uit deze gegevens blijkt dat er op dat moment 242 huizen en 286 gezinnen in Majson woonden, wat neerkwam op 1.651 inwoners.
Na de Eerste Wereldoorlog kwam Majs onder Servische bezetting, die in 1921 eindigde. Daarna verliet ook de Servische bevolking die zich hier nog bevond het dorp. De II. en aan het einde van de Tweede Wereldoorlog nam de Duitse bevolking af. Vanaf de voorkant ca. Honderd Duitse gezinnen verlieten het dorp, waarna de meesten onder dwang werden uitgezet. De ontheemden werden vervangen door nieuwe Hongaarse kolonisten uit het zuiden en de hooglanden - die ook uit noodzaak hun geboorteplaats verlieten.
Het aantal inwoners van het dorp is de afgelopen decennia afgenomen: in 2002 waren dit 1166 mensen, terwijl dit aantal vandaag de dag op 952 mensen kan worden geschat (gegevens uit 2015).
Majs coördinaten:   N.S. 45,895720, kh 18,627764
Over de weg:
Pécs-Bóly-Nagynárád-Majs / 40 km
Mohács-Sátorhely-Majs / 15 km
Villány- Magyarbóly- Lippó-Majs / 20 km

Naar Majsra rijdt Pannon Volán Zrt dagelijks verschillende buslijnen.